# La tía de Carlitos
La tía de Carlitos es una película en blanco y negro de Argentina dirigida por Enrique Carreras sobre el guion de René Marcial según la obra teatral Charley's Aunt, de Brandon Thomas que se estrenó el 12 de marzo de 1953 y que tuvo como protagonistas a Alfredo Barbieri, Juan Carlos Altavista y Olga Gatti.

## Sinopsis
Para proteger los noviazgos de dos amigos, un estudiante se hace pasar por su tía.

## Reparto
Actuaron en el filme los siguientes intérpretes:
- Alfredo Barbieri ... Marcelo Visigodus
- Juan Carlos Altavista ...Carlos Patú Villadiego
- Olga Gatti ... Mónica
- Domingo Márquez ... Rómulo López Pérez
- Mario Baroffio ... Celedonio Calzada
- María Luisa Santés ... Lúcida Fuentes de Patú Villadiego
- Pina Castro ... Beba Rocaforte
- Francisco Pablo Donadío ... Padre de Marcelo
- Delfy Miranda ... Chichita Rocaforte
- Max Citelli ... Calixto
- Alfonso Pisano
- Roberto Real

## Comentarios
Para Radiofilm:

”Dentro de lo intrascendente de la película…puede decirse que consigue su objetivo: hacer reír.”

Por su parte, Dolly Shaw comentó en el diario Democracia:

”Lo que no posee el libreto lo ponen los esforzados artistas con su dinámica y su espontáneo brío…Humorismo arbitrario, a veces, algo grotesco, pero siempre con comunicativa resonancia.”